# جويس آن براون
جويس آن براون (بالإنجليزية: Joyce Ann Brown)‏ هي ناشِطة أمريكية، ولدت في 12 فبراير 1947، وتوفيت في 13 يونيو 2015.